# سیارک ۵۱۱۱
سیارک ۵۱۱۱ (به انگلیسی: 5111 Jacliff، نامگذاری:1987SE4) پنج هزار و صد و یازدهمین سیارک کشف شده‌است که در ۲۹ سپتامبر ۱۹۸۷ کشف شد.
قدر مطلق سیارک برابر ۱۳٫۱۰ است.